# Daniel Ducommun de Locle

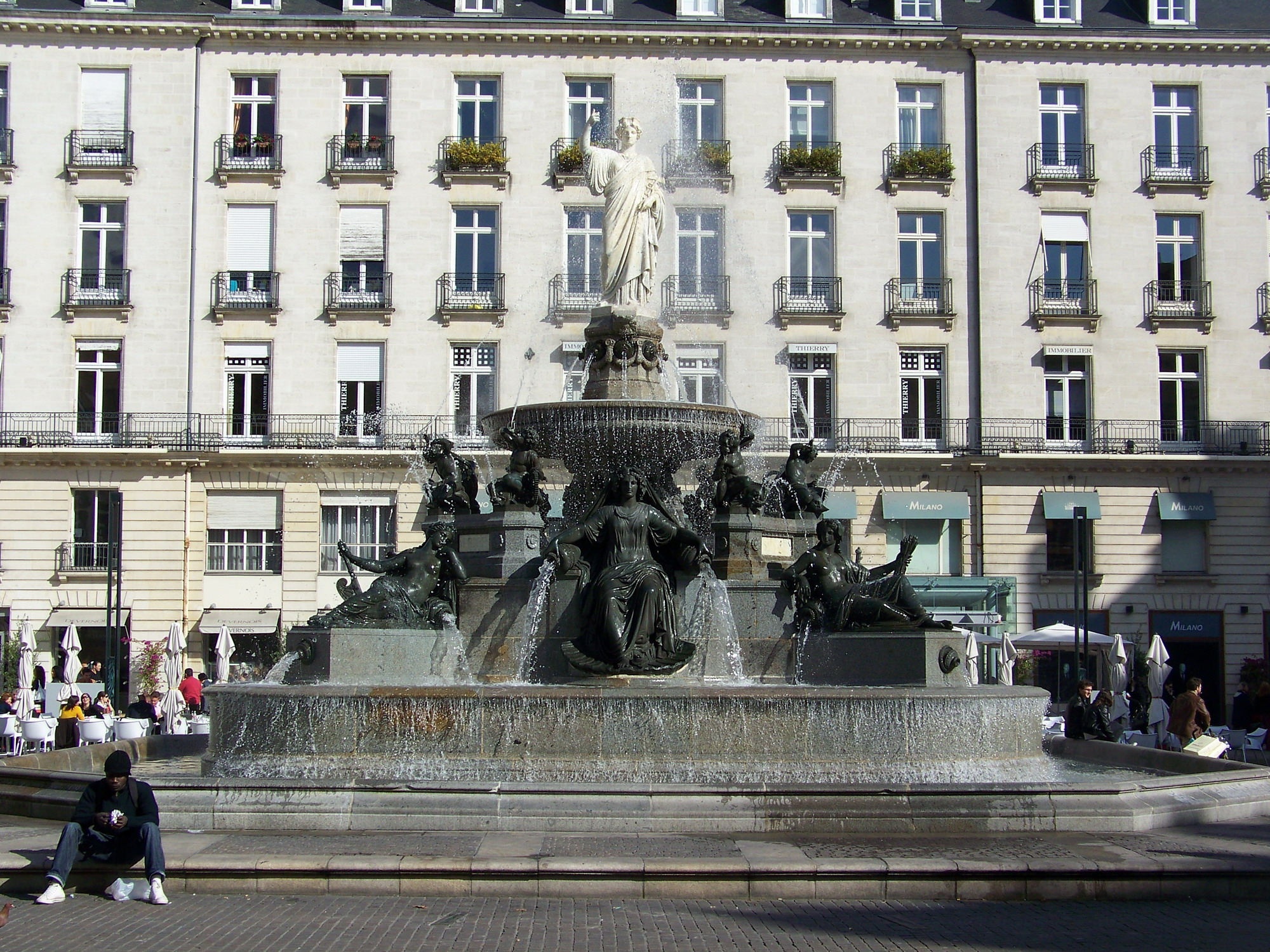
Fuente de la plaza Royale de Nantes.

Daniel Ducommun de Locle, nacido David-Henri-Joseph Ducommun de Locle el año 1804 en Nantes y fallecido el 1884 en Rethel (Ardenas) , fue un recaudador de impuestos y escultor francés.

## Datos biográficos
Daniel Ducommun de Locle nació, dependiendo de las fuentes consultadas, el 8 o el 15 de abril de 1804 en Nantes y falleció el 6 de abril o el 11 de septiembre de 1884. Fue hijo de Louise Laurence Martin y de Joseph Ducommun farmacéutico jefe de los hospicios civiles de Nantes.
Daniel Ducommun se casó en primeras nupcias con Louise Antoinette Collart-Dutilleul, y posteriormente en segundas nupcias con Louise Antoinette Prince.

## Recaudador de impuestos
Fue nombrado recaudador de impuestos para Orange el 17 de febrero de 1831, y luego en Vire el 18 de agosto de 1832 y finalmente en Bayeux el 5 de agosto de 1833 .
El 14 de octubre de 1836 , fue nombrado Recaudador-recaudador de París .
Más tarde fue nombrado recaudador general del receptor para el Departamento de Hautes-Pyrénées el 28 de abril de 1857, y después el mismo año en el departamento de Drôme.
Se convirtió en tesorero general de la Drome del 23 de enero de 1866 al 9 de agosto de 1873 .

## Escultor
Daniel Ducommun de Locle fue alumno del escultor monegasco François Joseph Bosio.
Realizó varias esculturas de Cleopatra acostada, :
- Una estatuilla de pequeño formato (34 x 61 x 21 cm) en brocze con una pátina roja-marrón;
- Dos estatuas de gran formato (1 netro de altura por 1,80 de longitud) ; una de ellas conservada en el Museo de las Bellas Artes de Nantes, versión en mármol expuesta en el Salón de París en 1847 y ofrecida la museo de Nantes en 1849 y una versión en bronce, encargada por el Estado francés en 1852 y expuesta en el museo de las Bellas Artes de Marsella en 1854.

En 1865, Daniel Ducommun realizó junto a Guillaume Grootaërs, la fuente monumental, instalada en la plaza Royale, símbolo de la tradición marítima y fluvial de Nantes. La villa, representada de forma alegórica como una mujer coronada, vela sobre la Loire y sus afluentes : el Erdre, la Sèvre nantesa, el Cher y el Loiret. Ocho genios de la industria y del comercio recuerdan el importante papel del puerto en la economía de la ciudad. Las piezas en bronce fueron fundidas por el fundidor Jean Simon Voruz, el creador de la escalera del Passage Pommeraye.

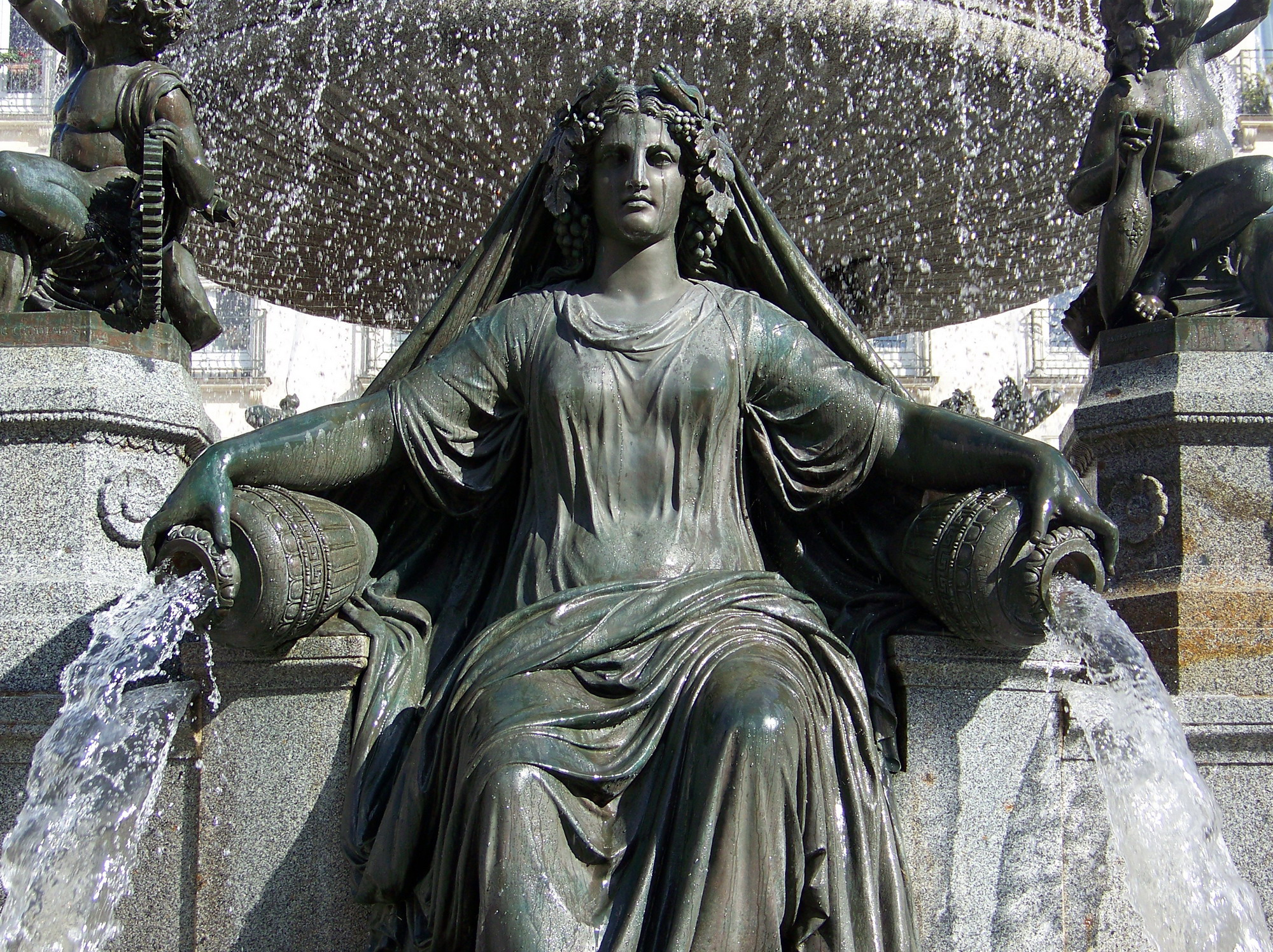
Figura alegórica de la Loira, fuente de la Place Royale-Nantes
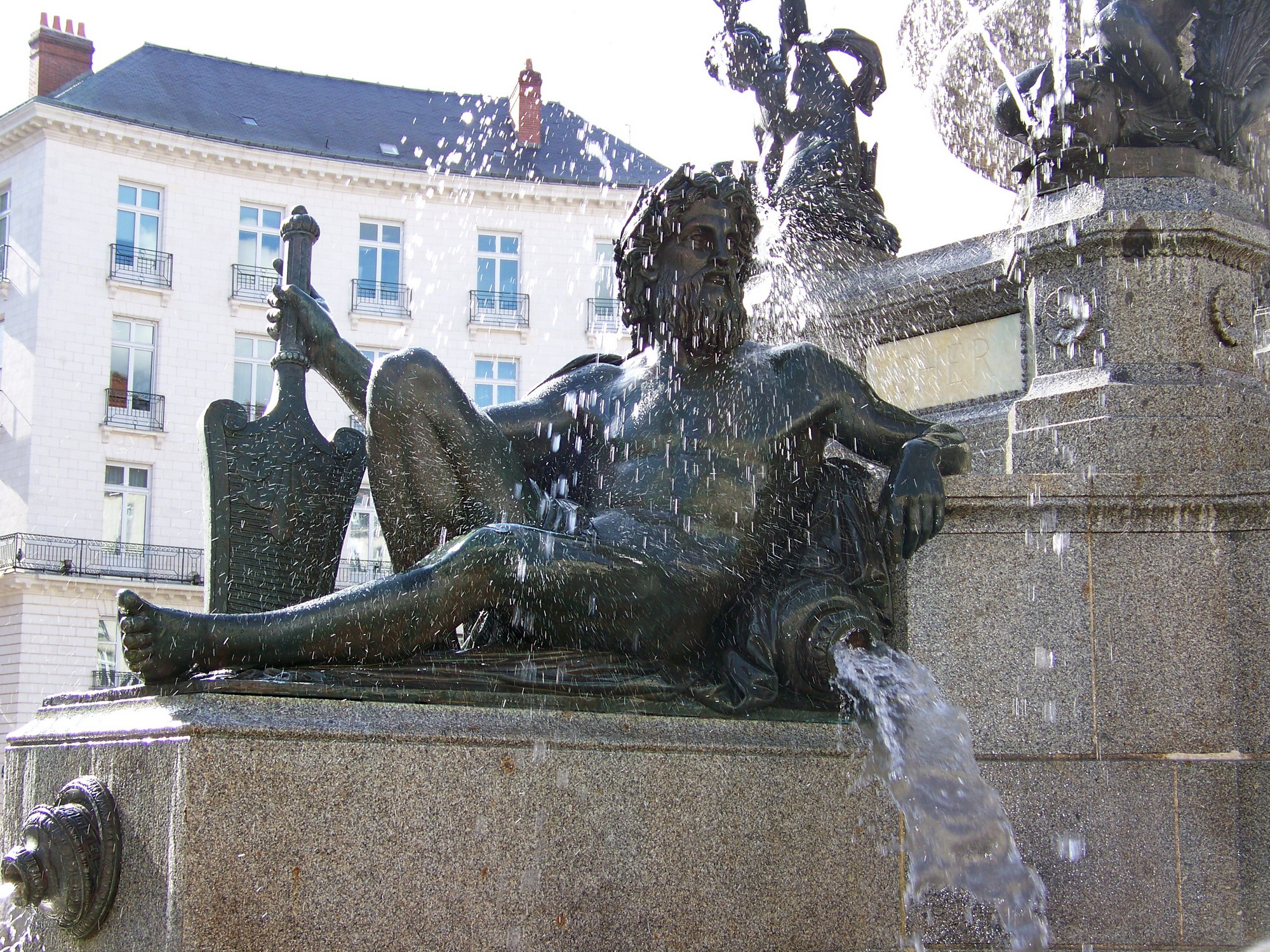
Figura alegórica del Cher, fuente de la Place Royale-Nantes